# Gaucha
Genre
Synonymes
- Metacleobis Roewer, 1934
- Mummuciella Roewer, 1934
- Gauchella Mello-Leitão, 1937

Gaucha est un genre de solifuges de la famille des Mummuciidae.

## Distribution
Les espèces de ce genre se rencontrent en Amérique du Sud,.

## Liste des espèces
Selon Solifuges of the World (version 1.0) :
- Gaucha fasciata Mello-Leitão, 1924

et décrites depuis :
- Gaucha avexada Botero-Trujillo, Ott & Carvalho, 2017
- Gaucha cabriola Carvalho & Botero-Trujillo, 2019
- Gaucha casuhati Botero-Trujillo, Ott & Carvalho, 2017
- Gaucha curupi Botero-Trujillo, Ott & Carvalho, 2017
- Gaucha eremolembra Botero-Trujillo, Ott & Carvalho, 2017
- Gaucha fulvipes (Roewer, 1934)
- Gaucha ibirapemussu (Carvalho, Candiani, Bonaldo, Suesdek & Silva, 2010)
- Gaucha mauryi (Rocha, 2001)
- Gaucha piranauru Souza & Ferreira & Carvalho, 2021
- Gaucha ramirezi Botero-Trujillo, Ott, Mattoni, Nime & Ojanguren-Affilastro, 2019
- Gaucha santana Botero-Trujillo, Ott, Mattoni, Nime & Ojanguren-Affilastro, 2019
- Gaucha stoeckeli Roewer, 1934

Les genres Gauchella et Metacleobis ont été placés en synonymie avec Gaucha par Botero-Trujillo, Ott et Carvalho en 2017.

## Publication originale
- Mello-Leitão, 1924 : « A new South American Solpugid. » Revista chilena de historia natural pura y aplicada, vol. 28, p. 140-143 (texte intégral).